# Paglia Orba
La Paglia Orba és un dels cims més remarcables de Còrsega: es troba relativament aïllat i domina la costa oest de l'illa; a més, amb la seva silueta característica se l'hi ha atribuït sovint el qualificatiu de Cerví cors o de Reina de les muntanyes corses.
Amb una alçada de 2.525 m, és superat per uns 200 m pel mont Cinto (2.706 m), el punt més alt de l'illa. La via normal que permet accedir al cim es troba a la frontera de l'excursionisme amb l'alpinisme